# Macizo de Peña Trevinca
El macizo de Peña Trevinca está situado en la confluencia de las provincias de Orense, Zamora y León. Son 5 las sierras que se consideran parte de este macizo: sierra del Eje, sierra de la Mina, sierra Pastora (casi por completo dentro de la provincia de Zamora), sierra Calva y por último la sierra Segundera.
Se formó en la orogenia herciniana y sufrió importantes fracturas en la orogenia alpina, lo que dio lugar a un paisaje de precipicios y barrancas. En este macizo confluyen la región eurosiberiana y la región mediterránea.
Sus cumbres nevadas, en invierno, están coronadas por lagos glaciares como O Celo o la lagoa da Serpe.